# Francis Albert Eley Crew
Francis Albert Eley Crew FRS FRSE LLD (* 2. März 1886 in Tripton, West Midlands; † 26. Mai 1973) war ein britischer Biologe und Genetiker. Er war ein Pionier auf seinem Gebiet, was dazu führte, dass die University of Edinburgh weltweit führend in der Wissenschaft der Tiergenetik wurde. Er war der erste Direktor des Instituts für Tierzucht und der erste Professor für Tiergenetik. Er soll den Grundstein für die medizinische Genetik gelegt haben.

## Leben
Crew wurde 1886 als einziger überlebender Sohn von Thomas Crew, einem Lebensmittelhändler, geboren. Er besuchte die King Edward’s School und die High School, beide in Birmingham. Schon in jungen Jahren interessierte er sich für die Zucht von Zwerghühnern und gewann Preise bei lokalen Ausstellungen. Er studierte Medizin an der University of Edinburgh, besuchte Veranstaltungen bei Arthur Dukinfield Darbishire und Edward Albert Sharpey-Schafer und schloss 1912 sein Studium als Bachelor of Medicine, Bachelor of Surgery (MB ChB) ab.
Im Ersten Weltkrieg diente er im Royal Army Medical Corps und stieg in den Rang eines Majors auf. Er war im aktiven Dienst des 3. Feldkrankenwagens in Frankreich. Alan William Greenwood leitete das Institut in Crews Abwesenheit.
1920 trat Sharpey-Schafer an ihn heran und bat ihn, die neu geschaffene Tierzuchtforschungsstation in Edinburgh zu leiten. Diese war ursprünglich in den High School Yards untergebracht und wurde 1924 in die King’s Buildings verlegt, wo sie mit der Chemieabteilung fusioniert wurde. Seine Mitarbeiter am Institut waren unter anderen John Burdon Sanderson Haldane, Lancelot Hogben, Julian Huxley, Berthold P. Wiesner und (als Doktorand) Honor Fell. Zu diesem Zeitpunkt wurde unter Crew auch das erste britische Labor für Schwangerschaftsdiagnose als tangentialer Bereich des öffentlichen Nutzens eingerichtet, der mit seiner Forschung verbunden ist. In den 1930er Jahren wurde das Personal von Wissenschaftlern aus Deutschland und Italien aufgestockt, darunter Hermann Joseph Muller, Charlotte Auerbach und Guido Pontecorvo.
1921 promovierte er (D. Sc.) über seine Arbeit zur Geschlechtsbestimmung bei Fröschen. Ihm wurde der Medical Doctor (M. D.) im selben Jahr verliehen und ein PhD im Jahr 1923 für seine Arbeit über den achondroplasieähnlichen Zustand bei Rindern, insbesondere der Dexter-Rinderrasse. Im Jahr 1928 wurde er zum ersten Professor für Tiergenetik an der University of Edinburgh ernannt, einem Lehrstuhl, der indirekt von der Rockefeller Foundation finanziert wird.
Er wurde 1922 zum Fellow der Royal Society of Edinburgh gewählt. Seine Antragsteller waren James Cossar Ewart, Edward Albert Sharpey-Schafer, James Hartley Ashworth und Sir Robert Blyth Greig. Er war von 1931 bis 1936 Sekretär der Gesellschaft und von 1936 bis 1939 Vizepräsident. Er gewann die Keith Medal der Gesellschaft für den Zeitraum 1937–39. 1939 wurde er zum Fellow der Royal Society of London gewählt.
Im Jahr 1929 besuchte ihn Frederick Hutt aus Kanada und überzeugte Crew, bei ihm Genetik studieren zu dürfen. Später sollte er seine Rolle in der Welt der Tiergenetik ausfüllen.
Während des Zweiten Weltkriegs gründete er die polnische Medizinschule in Edinburgh, die bis 1949 bestand und insgesamt 228 Absolventen hatte. 1940 war er Kommandant des Militärkrankenhauses am Edinburgh Castle und Mitglied der medizinischen Fakultät der University of Edinburgh. Er sah, dass zu den polnischen Streitkräften medizinische Professoren, Dozenten und Studenten gehörten, und kam auf die Idee, dass diese Studenten von ihren eigenen Lehrern auf Polnisch unterrichtet werden könnten. Er schlug vor, eine polnische medizinische Fakultät an der University of Edinburgh einzurichten, die vom Dekan der medizinischen Fakultät, Sydney Smith, unterstützt wurde. Der Umzug wurde vom Senat der Universität mit Unterstützung des Schulleiters Sir Thomas Henry Holland genehmigt. Die Universität unterzeichnete am 24. Februar 1941 eine Vereinbarung mit der polnischen Exilregierung in London unter der Leitung von General Władysław Sikorski über die Gründung der polnischen Medizinschule.
Crew war einer von acht schottischen Professoren des University College und arbeitete mit zehn polnischen Professoren zusammen. Am 28. Mai 1943 verlieh der Präsident der Polnischen Republik, Władysław Raczkiewicz, bei einer Zeremonie in der McEwan-Halle der Universität zusammen mit Professor Sydney Smith und Sir Thomas Holland den Titel Befehlshaber des Ordens „Polonia Restituta“ an Crew.
Am 4. Juni 1946 nahm die Besatzung an einer besonderen Abschlussfeier an der University of Edinburgh teil, anlässlich des 25-jährigen Bestehens der Gründung der Polish School of Medicine. John Crofton, Dekan der medizinischen Fakultät, sagte in der Eröffnungsrede: „[...] um die polnische Medizinschule [...] zu verwirklichen, war eine erhebliche Prise Vorstellungskraft als Katalysator erforderlich. Diese nicht britische Zutat wurde von Professor Frank Crew [...] zur Verfügung gestellt, aber natürlich ist Professor Crew in Bezug auf die Vorstellungskraft mindestens ein paar Standardabweichungen vom britischen Mittelwert entfernt.“
Während des Krieges war Crew ebenfalls Direktor für medizinische Forschung im Kriegsbüro im Rang eines Brigadier.
Im Jahr 1944 trat er die Nachfolge von Percy Samuel Lelean am Bruce and John Usher-Lehrstuhl für öffentliche Gesundheit an der University of Edinburgh an. Im Jahr 1955 wechselte er als Professor für Sozial- und Präventivmedizin an die Ain Shams Universität in Kairo. Von 1957 bis 1988 arbeitete er für die Weltgesundheitsorganisation als Gastprofessor an der Universität von Rangun.
Im Jahr 1958 verlieh ihm die University of Edinburgh einen Doktor der Rechte (LLD).
Er starb am 26. Mai 1973.
Das Crew Building an der Alexander Crum Brown Road am Kings Buildings Campus der University of Edinburgh wurde nach ihm benannt.

## Veröffentlichungen
- Sex-reversal in frogs and toads, A review of the recorded cases of abnormality of the reproductive system and an account of a breeding experiment, Journal of Genetics volume 11, 1921.
- A histological study of the underscended testicle of the horse, J. Comp. Pathol., 35, 1922.
- Crew, Francis Albert Eley. & Blyss, J. S. S.: A Micrological Study of the Fleece of the Blackface Lamb, Journ. Text. Instit., 1922.
- The nature of certain ovum-like bodies found in the seminiferous tubules, Q. J. Microsc. Sci., 66, S. 557–578, 1922.
- Studies in Intersexuality I, a peculiar type of developmental intersexuality in the male of the domesticated mammals, Proc. Roy. Soc. B. 95, 1923.
- Studies in Intersexuality II, sex reversal in the fowl, Proc. Roy. Soc. B 95, 1923.
- Three cases of developmental intersexuality in the pig, Veter. J., 79, S. 6ff, 1923.
- Complete Sex Transformation in the Domestic Fowl, J. Heredity 14, S. 360–362, 1923.
- Developmental Intersexuality in the Domesticated Goat, Vet. Journ, Vol 79. No.4, 1923.
- An Attempt to Disturb the Sex-Ratio in the Mouse by the Continued Administration of Alcohol to the Male Parent, Proceedings of The Royal Physical Society of Edinburgh, 1923.
- Hermaphroditism in the pig, J. Obst. Gynaecol., 31, 1924.
- Animal Genetics. An Introduction to the Science of Animal Breeding, Oliver and Boyd: Edinburgh, 1925.
- The Inheritance of Horns in the Goat, Journ, Genetics, 15, 1925.
- Organic Inheritance in Man, Oliver and Boyd: Edinburgh, 1927.
- Genetics of Sexuality in Animals, Cambridge University Press: Cambridge, 1927.
- The Relation of the Sex of Offspring to the Time of Coitus During the Oestrous Cycle, British Medical Journal, 1927.
- Recent Advances in Genetics: The Chromosome Theory of Inheritance, Agricultural Progress Vol. IV, 1927.
- Abnormal Sexuality in Animals I: Genotypical, Quarterly Review of Biology, Vol 1, No 3, S. 315–359, 1927.
- Abnormal Sexuality in Animals II: Physiological, Quarterly Review of Biology, Vol 2, No 2, S. 249–266, 1927.
- Abnormal Sexuality in Animals III: Sex, Quarterly Review of Biology, Vol 2, No 3, S. 427–441, 1927.
- Heredity, Ernest Benn Limited: London, 1928.
- Our Changing Civilization: Whither and How?, Saskatchewan Co-Operative Wheat Producers Limited: Saskatchewan, 1929.
- The Genetics of the Horse, Leiden: Nijhoff, 1930.
- Puberty and Maturity, Oliver and Boyd: Edinburgh, 1930.
- Notes from a Pregnancy Diagnosis Laboratory, American Journal of Obstetrics and Gynecology, Vol. 22, No. 6, S. 830ff, 1930.
- An Introduction to the Study of Sex, Victor Gollancz: London, 1932.
- Sex Determination, Methuen & Co.: London, 1933.
- Francis Albert Eley Crew & Rowena Lamy: Linkage Groups in Drosophila Pseudo-obscura: With Notes on Homology and the Nature of Gene Action, Cambridge University Press: Cambridge, 1935.
- The Sex Ratio, Report of the British Association for the Advancement of Science, Annual Meeting: Nottingham, 1937
- The British Way and Purpose 10, The Health of The Citizen, The Director of Army Education, 1943.
- Genetics in Relation to Clinical Medicine, Oliver and Boyd: Edinburgh, 1947.
- H.R. Hewer, H.P. Gilding, F.A.E. Crew (Hrsg.): Biology The World Of Living Things : The New Educational Library, Odham Books: London, 1950.
- Must Man Wage War?: Biological Aspects of War, Thriftbooks: Washington, 1952.
- The Army Medical Services: Campaigns Volume I, HMSO: London, 1956
- Health: Its Nature and Conservation, Pergamon Press: Oxford, 1965.
- The Foundations of Genetics, Commonwealth and international library: Zoology division, 1966.